# Miroslav Broda
Miroslav Broda (* 29. August 1964 in Třinec) ist ein deutscher Tischtennisspieler tschechischer Abstammung. Er wurde deutscher Meister im Doppel.

## Zeit in der ČSSR
Seine Karriere begann Broda in Tschechien. Hier spielte er ab 1971 im Verein Třinec und ab 1974 bei Vitkovice Ostrava, mit dem er fünfmal die Landesmeisterschaft gewann. 
Broda gewann fünfmal die tschechische Mannschaftsmeisterschaft. Von 1979 bis 1982 nahm er vier Mal an Jugend-Europameisterschaften teil. Dabei wurde er 1981 im Einzel Zweiter. Im Doppel mit seinem Zwillingsbruder Vladislav Broda erreichte er 1981 und 1982 das Endspiel. 1980 wurde er mit dem Jugendteam Mannschafts-Europameister.
Seinen ersten Einsatz im Nationalteam hatte Broda im Alter von 14 Jahren. 1981 nahm er an der Weltmeisterschaft in Novi Sad teil und erreichte mit der Nationalmannschaft Platz 4. Bei der Weltmeisterschaft 1983 kam die Mannschaft nur auf Platz 10. 1982, 1984 und 1986 wurde er für die Europameisterschaft nominiert. Dabei wurde er im Mannschaftswettbewerb 1982 Zweiter und 1984 Dritter.

## Zeit in Deutschland
Seit Anfang der 1990er Jahre lebt Broda in Deutschland. 1991 erhielt er die deutsche Staatsbürgerschaft. Seither spielte er mit mehreren Vereinen in der ersten und zweiten Bundesliga, später auch in unteren Ligen.
- 1990–1992 TTF Bad Honnef[4]
- 1992–1993 Spvg Steinhagen[5]
- 1993–1996 TTC Jülich[6]
- 1996–1997 TSV Maxell Sontheim[7]
- 1997–1998 TTF Bad Honnef[8]
- 1998–1999 TTC Schwalbe Bergneustadt[9]
- 1999–???? Schlebusch[10]
- 2002–2003 DJK Germania Holthausen[11]
- 2003–2004 VfB Altena[12]
- 2004–2006  DJK Germania Holthausen[13]
- 2006–2008: Germania Lenkerbeck (Regionalliga)[14]
- 2008–???? VfB Altena[15]

1998 wurde Broda in Saarbrücken mit seinem Bruder Vladislav Deutscher Meister im Doppel. Bereits 1993 waren sie Dritter geworden, 1997 hatten sie das Endspiel erreicht.

## Privat
Miroslav Broda hat einen Zwillingsbruder Vladislav, mit dem er bei mehreren Vereinen gemeinsam in einer Mannschaft spielte (z. B. Jülich, Bergneustadt). Sein älterer Bruder Bobuslav (* 19. November 1962) trat ab 1992 für die 2. Mannschaft von Jülich an. Er ist verheiratet und hat zwei Kinder. Sein Sohn Jan spielt im Penholder-Stil (in der Saison 2016/17) mit der dritten Mannschaft des TTC Jülich in der Verbandsliga.

## Turnierergebnisse
| Verband | Veranstaltung                         | Jahr | Ort        | Land | Einzel     | Doppel        | Mixed        | Team |
| ------- | ------------------------------------- | ---- | ---------- | ---- | ---------- | ------------- | ------------ | ---- |
| TCH     | Europameisterschaft                   | 1982 | Budapest   | HUN  |            | Viertelfinale |              |      |
| TCH     | Jugend-Europameisterschaft (Junioren) | 1982 | Hollabrunn | AUT  |            | Silber        |              |      |
| TCH     | Jugend-Europameisterschaft (Junioren) | 1981 | Topolcany  | TCH  | Silber     | Silber        |              |      |
| TCH     | Jugend-Europameisterschaft (Junioren) | 1980 | Poznań     | POL  |            |               |              | 1    |
| TCH     | Weltmeisterschaft                     | 1983 | Tokio      | JPN  | letzte 128 | letzte 32     | letzte 64    | 10   |
| TCH     | Weltmeisterschaft                     | 1981 | Novi Sad   | YUG  | letzte 128 | letzte 64     | keine Teiln. | 4    |